# Bernhard Witte (Historiker)
Bernhard Witte (* ca. 1470 in Lippstadt; † ca. 14. April 1534 in Liesborn) war ein bedeutender Chronist des Klosters Liesborn. 1490 wurde er Mönch im Liesborner Kloster, 1491 folgte die Weihe zum Priester. Witte verfasste eine große Zahl an historiographischen, theologischen und aszetischen Schriften. Diese gingen nach der Säkularisation 1803 in Privatbesitz über.

## Familie
Bernhard Witte beschreibt sich in seiner Chronik als gebürtigen Lippstädter. Man vermutet, dass er aus einer angesehenen Bürgerfamilie der Stadt stammte, jedoch ist über die Familie kaum etwas übermittelt. Die Mutter Lucke Witte muss kurz nach 1497 gestorben sein, da sie im Jahre 1501 nicht im Lippstädter Hausbesitzerverzeichnis erwähnt wird. Ihr Mann, Johann Witte, war vermutlich schon ein wenig früher gestorben, auch er wird nicht erwähnt. Womöglich hinterließen sie das Haus ihrem Sohn Bernhard. Dieser scheint der einzige (überlebende) Sohn der Eheleute Witte gewesen zu sein.

## Schriften
Bernhard Witte war ein umfassend gebildeter Schreiber und gilt als der früheste Chronist Liesborns. Sein Hauptwerk ist die Historia Westphaliae (so der Kurztitel, der eigentliche Titelbeginn lautet: Historia antiquae occidentalis Saxoniae seu nunc Westphaliae). Sie umfasste neun Büchern. Die Erzählung der Geschichte Westfalens beginnt mit der Sintflut und endet im Jahr 1520 abrupt, ein zusammenhängender Schluss fehlt. Deshalb geht man davon aus, dass die Weiterführung und Vollendung der Schrift infolge seines Todes in den 1530er Jahren unterblieb.
Des Weiteren schrieb Bernhard Witte Urkunden oder Verzeichnisse des Klosters ab oder wurde zum Verfassen neuer Dokumente herangezogen. Neben seinem Hauptwerk schrieb er eine Darstellung zur Soester Fehde, zur Münsterischen Stiftsfehde, eine kurze Zusammenfassung zum Ursprung der Äbtissinnen und Äbte des Klosters Liesborn sowie die Historia illustrium virorum ordinis sti. Benedicti (Geschichte der berühmten Männer des Benediktinerordens).

## Schreibweise
Witte schrieb seine Werke ausschließlich auf Latein, wie es in der damaligen Zeit bei historischen Darstellungen üblich war. Er hatte die Sprache wahrscheinlich im Liesborner Kloster erlernt, wo er sich eine sowohl theologische als auch humanistisch-historische Bildung aneignete. Gerade in Liesborn war die Atmosphäre bildungsfreundlich, unter anderem wurden auch Schriften der Antike gelesen. Dennoch zeigt Wittes Ausdrucksweise eher eine Prägung durch das Latein der Kirchenväter als durch das Klassische Latein.
Seine rege Begeisterung für die Sprache übermittelt Bernard Witte durch seine Schreibweise und in gelegentlichen Darstellungen seiner Beredsamkeit und Lateinkenntnisse. Er macht Gebrauch von längeren poetischen Versreihen als Stilbruch und betitelt seinen eigenen Stil als „gutes und elegantes Latein“.

## Verbleib der „Historia Westphaliae“
Alle Schriften, die Bernhard Witte verfasste, wurden in der Klosterbibliothek Liesborns aufbewahrt und zu einem Folianten (im Kleinfolio-Format) in starkes Leder eingebunden. Bis mindestens 1795, vermutlich sogar bis Auflösung des Klosters im Jahre 1803, befand sich dieses Manuskript in der Bibliothek.
Erst 1778 wurde die Historia Westphaliae auf Veranlassung des münsterischen Minoriten Friedrich Placidus Chur gedruckt. Dieser Mendikant befand sich 1777 in Liesborn und erkannte den besonderen Wert der Handschrift Wittes. Akribisch fertigte er eine wörtliche Abschrift des Originaltextes sowie der kleineren historischen Schriften an. In dieser Ausgabe nennt Chur seinen eigenen Namen nicht, sondern tritt völlig hinter Witte zurück und ehrt so dessen Werk.
Wittes Originalhandschrift gelangte mit der Klosterauflösung 1803 in den Besitz der Familie Droste zu Vischering, da der Herzog von Croy die Bibliothek auflöste und rücksichtslos verkaufte. Drei Brüder der Familie Droste zu Vischering, die Geistliche und somit ohne Nachkommen waren, verkauften ihre Bibliothek (und damit auch den Witte-Folianten) 1853 an die Familie Nagel-Doornick auf Haus Vornholz. Seit der Mitte des 20. Jahrhunderts wurde die Handschrift der Historia Westphaliae vermisst. Fortan galt die gedruckte Ausgabe von 1778 als einzige Textgrundlage. 2023 wurde die Handschrift in einer Privatsammlung wiederentdeckt.

## Edition der „Historia Westphaliae“
- Bernhard Witte: Historia Antiquæ Occidentalis Saxoniæ, Seu Nunc Westphaliæ, Cui Accedunt Appendices Quædam De Bello Susatensi Et Monasteriensi: De Ortu, Abbatissis Et Abbatibus Monasterii Liesbornensis: Ac Denique De Principalioribus Ordinis S. Benedicti Scriptoribus. Ex Autographo Authoris Fideliter Transsumtæ, Ac Nunc Tandem Ad Multorem Instantiam Primum In Lucem Editæ. Aschendorff, Münster 1778 (Digitalisat der Bayerischen Staatsbibliothek).